# Heterachthes x-notatus
Heterachthes x-notatus là một loài bọ cánh cứng trong họ Cerambycidae.